# Ichneumon pallens
Ichneumon pallens är en stekelart som beskrevs av Gmelin 1790. Ichneumon pallens ingår i släktet Ichneumon och familjen brokparasitsteklar. Inga underarter finns listade i Catalogue of Life.